# Dariusz Hoffmann
Dariusz Hoffman – polski youtuber, popularyzator nauki, autor kanału naukowego SciFun.

## Życiorys

### Edukacja i kariera
Z wykształcenia jest informatykiem.
W grudniu 2011 roku utworzył w serwisie YouTube kanał SciFun, gdzie tworzy treści popularnonaukowe, opowiada o ciekawostkach ze świata nauki, przeprowadza eksperymenty i doświadczenia, analizuje treści pseudonaukowe. Stał się jednym z najbardziej rozpoznawalnych twórców treści popularnonaukowych na polskim YouTube. Jego kanał zdobył popularność na poziomie ponad 1,2 miliona subskrybentów i ponad 237 milionów odtworzeń (stan na 1 maja 2025).
W swoich filmach często porusza zagadnienia związane z fizyką, astrofizyką i astronomią. W 2015 roku opublikował swoją rozmowę z pierwszym Polakiem w kosmosie, astronautą Mirosławem Hermaszewskim. Dużą popularność zdobyła seria jego pięciu filmów pt. „Płaska Ziemia – Poważna Analiza”, w której w krytyczny i satyryczny sposób analizuje materiały i wypowiedzi zwolenników pseudonaukowego poglądu o tzw. płaskiej Ziemi.
W 2017 roku, w ramach akcji „Initiative Andromeda”, został zaproszony do Europejskiego Centrum Astronautów w Kolonii, będącego jednym z oddziałów Europejskiej Agencji Kosmicznej. Razem z 5 innymi twórcami z krajów Europy, przeszedł on trening, zakończony lotem parabolicznym w warunkach nieważkości. Akcja została zorganizowana przy współpracy ESA z firmą Electronic Arts przy okazji premiery gry Mass Effect: Andromeda.
Razem ze swoim bratem Markiem „AdBuster” Hoffmanem, w marcu 2013 roku założył kanał Tube Raiders, gdzie publikowane są materiały o charakterze vlogów podróżniczych. Kanał osiągnął popularność na poziomie około 350 tys. subskrybentów i ponad 21 milionów wyświetleń (stan na 24 września 2024).